# Автошлях E847
Європейський маршрут E847 — європейський автомобільний маршрут категорії Б, що проходить по території Італії і з'єднує міста Сичиньяно-дельї-Альбурні і Бернальда.

## Маршрут
Весь шлях проходить через такі міста:
- Італія
  - E45 Сичиньяно-дельї-Альбурня
  - E90 Бернальда